# Richard Hale

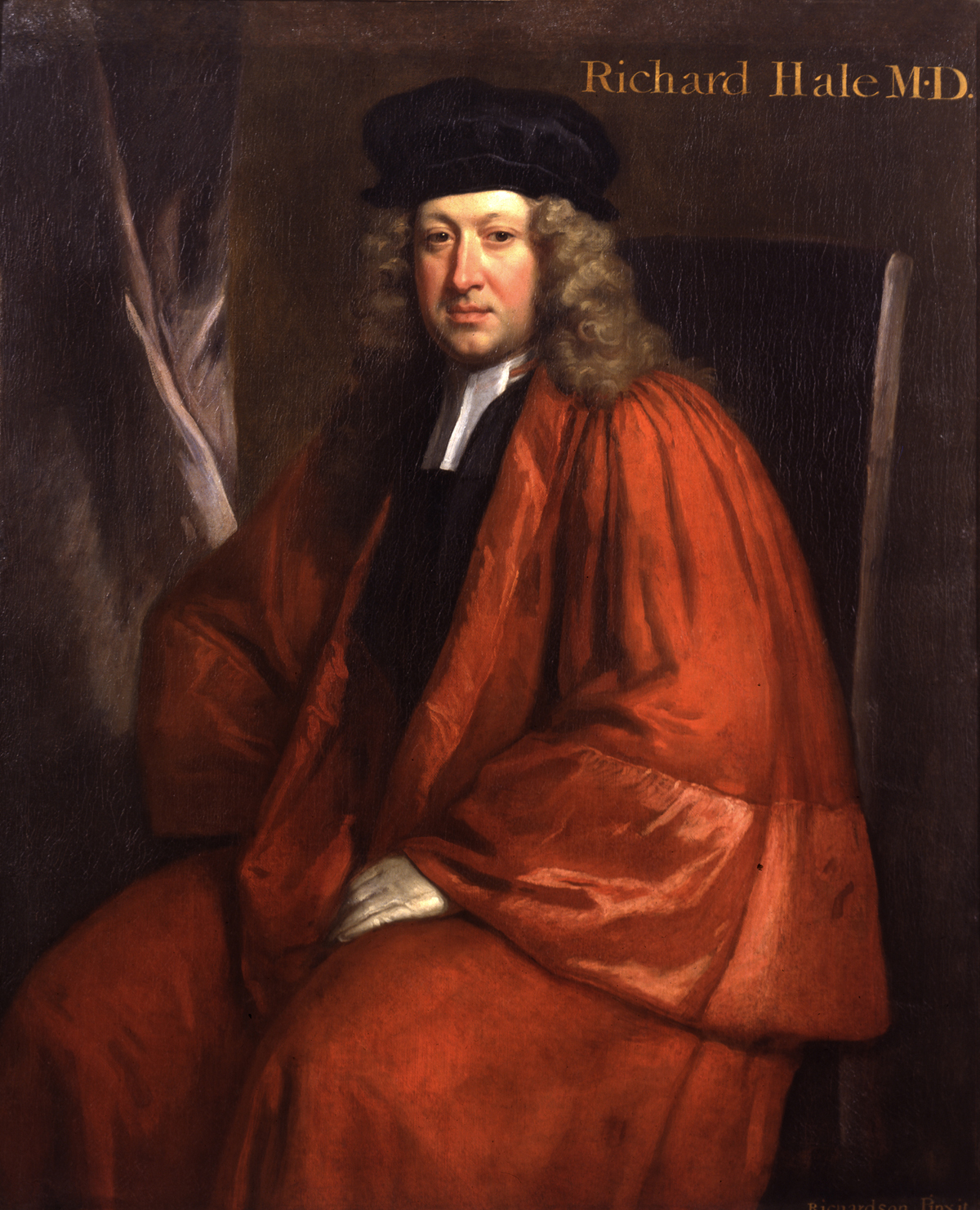
Richard Hale

Richard Hale MD (1670–1728) fue un médico inglés, elegido miembro de la Royal Society en 1721.

## Vida
Hijo mayor de Richard Hale de New Windsor, Berkshire, nació en Beckenham, Kent, en 1670. Ingresó en el Trinity College de Oxford con su hermano menor, Henry, en junio de 1689, siendo Thomas Sykes su tutor. Se licenció el 19 de mayo de 1693, el 4 de febrero de 1695, el 11 de febrero de 1697 y el 23 de junio de 1701.
Hale ejerció primero en Oxford, donde su consumo de opiáceos minó su reputación. Se instaló en Londres y fue elegido miembro del Colegio de Médicos el 9 de abril de 1716. Fue tres veces censor del Colegio.
Tutelado por Edward Tyson, Hale le sucedió como médico de los hospitales Bridewell y Bethlehem (Bedlam) en 1708. Como clínico, estuvo influido por la iatromecánica; su reputación, tras su muerte, se debió al tratamiento suave de las enfermedades mentales, por ejemplo mediante seducción, en lugar de las restricciones físicas. Puso en marcha un sistema para regular las admisiones y las altas en Bethlem.
Hale estaba casado con Frances, viuda de Richard Lloyd.

Escudo de Richard Hale

Al final de su vida, como paciente psiquiátrico privado, Hale atendió a Frances, esposa de John Erskine, conde de Mar, por entonces exiliado jacobita en París. Se considera que Frances, hija de Evelyn Pierrepont, primer duque de Kingston-upon-Hull, y hermana de lady Mary Wortley Montagu, que la cuidó en Inglaterra y trajo a Hale, sufría depresión clínica. Este caso de gran repercusión se llevó con discreción, en sus aspectos de locura y procedimiento de custodia. La sentencia de Hale de que Lady Mar estaba loca fue revocada más tarde, tras su muerte, por Richard Mead. Tras cuidar de Lady Mar durante sólo unos dos meses, a Hale le sucedieron Richard Tyson (1680-1750), casado con su sobrina Elizabeth Hale e hijo de Edward Tyson, o James Monro (1680-1752), que le sucedió en Bedlam.

## Obras
Hale pronunció la oratoria Harveiana en 1724. Se publicó en 1725 y contiene un relato de los médicos medievales ingleses.

## Muerte y legado
Hale murió rico el 26 de septiembre de 1728. Donó al Colegio de Médicos 500 libras para su biblioteca, y sus armas, verde en heráldica y tres feones (en heráldica. flecha con dos puntas dentadas en el borde interior ) de plata, se utilizaron en sus libros. Su sobrino Thomas Tower heredó sus propiedades en Buckinghamshire y Essex.